# Špandava
Špandava (německy Spandau, do roku 1878 Spandow) je bývalé německé město na soutoku řek Sprévy a Havoly, od roku 1920 začleněné do Berlína jako jádro stejnojmenného městského obvodu (Bezirk Spandau na západě Berlína).

## Historie
Přibližně od 7. století byla oblast Havolska osídlována slovanskými kmeny Sprévanů a Havolanů. Původní Špandava byla založena na soutoku řek Havoly a Sprévy. Na tomto neopevněném základě vznikl na konci 10. století opevněný hrad, jehož slovanské jméno se nedochovalo a je proto označován jako Alt-Spandau (Stará Špandava). U vykopávek vedle zbytků dřevěného sálového kostela, datovaného k roku 980, byla nalezena také licí forma tzv. špandavského kříže. První písemná zmínka o hradu pochází z roku 1197 (Everardus advocatus in Spandowe) z listiny braniborského markraběte Oty II. Zřejmě se již jedná o nový askánský hrad, založený Albrechtem Medvědem a ležící severně od Staré Špandavy. Kolem hradu postupně vznikalo osídlení. Když hrad přestal vyhovovat nárokům na něj kladeným, byl přestavěn. V rámci této přestavby byli asi obyvatelé přesídleni do dnešní části starého města Špandavy.
Kdy byla Špandavě propůjčena městská práva, není dosud jasné. Oproti celkově rozšířenému názoru nebyla v listině markrabat Jana I. a Oty III. ze 7. března 1232 Špandavě udělena městská práva. Text listiny, pokud je vůbec zachovaný německý překlad autentický, dává jasno, že Špandava již městská práva držela a touto listinou jen obdržela další privilegia, mimo jiné právo na stavbu povodňového kanálu. Tato listina je ale vůbec první zmínkou o městských právech Špandavy.
Růst města byl v roce 1560 omezen, neboť z rozhodnutí kurfiřta Jáchyma II. došlo k opevnění města. Stavitelem Rochem zu Lynar byla postavena citadela a ve městě pak zámek (Lynar-Schloss). V tomto zámku pak byla v roce 1632 na jednu noc uložena mrtvola švédského krále Gustava II. Adolfa při jeho poslední cestě z Lützenu do Stockholmu. Pevnost byla dobudována v roce 1594. Za třicetileté války, od roku 1626, byla městu přidělena posádka a byly vybudovány městské hradby. Do konce 18. století se nic nezměnilo na statutu Špandavy jako vojenského města, naopak stavbou zbrojovky z roku 1722, na příkaz pruského krále Fridricha Viléma I., byl spíše posílen.
Ve dnech 24. a 25. října 1806 byly pevnost a město obleženy Francouzi a posádka donucena vzdát se nepříteli. V březnu 1813 byla pevnost obležena znovu, tentokráte však ruskou a pruskou armádou. Pruské jednotky se oddělily od ruských a začaly s ostřelováním města a pevnosti. Dne 23. dubna se francouzští obránci Špandavy vzdali a město tak bylo osvobozeno. Zákonem z 30. května 1873 se ze Špandavy stalo pevnostní město, kterým zůstalo až do 27. ledna 1903. Ztrátou statutu pevnostního města se mohla Špandava dále rozvíjet. Byly postaveny nové ulice, kostel Sv. Marie , městské lázně, královský zemský tělocvičný ústav a učitelský seminář. Není divu, že se počet obyvatel rozrostl ze 70.000 v roce 1905 na 110.000 v roce 1917.
Dne 1. října 1920 ztratilo město svoji samostatnost a stalo se jedním z osmi obvodů Berlína. Po druhé světové válce připadla do britského okupačního sektoru a později do Západního Berlína, ne však celá. Její část Staaken podléhala sovětské správě (ke Špandavě byla připojena až v roce 1990).

## Průmysl a doprava
Průmysl města se od 19. století soustředil okolo výroby zbraní. Zde vyráběné kulomety MG 08/15 dokonce vstoupily do německé mluvy jako nullachtfünfzehn (označení pro standard, průměr, něco zcela běžného). Za první světové války byla zdejší zbrojovka ještě rozšířena, čímž se Špandava stala jedním z nejvýznamnějších zbrojních center císařství.
V roce 1897 si Špandavu zvolila jako své sídlo firma Siemens & Halske, jejíž průmyslový komplex se později osamostatnil jako Siemensstadt (dnešní část Berlína).
Železniční trať Berlín – Hamburk prošla městem roku 1846. Na zmíněné trati se nachází železniční stanice Berlin-Spandau.

## Zajímavost
Na poznání nejstarších dějin Špandavy se významně podílel i český archeolog Vladimír Nekuda (Moravské zemské muzeum, Brno), a to řadou sezón archeologického výzkumu slovanského osídlení v okolí špandavského hradu (Vladimír Nekuda, Die Keramik vom Burgwall in Berlin-Spandau, 1993).